# Sautter-Harlé
Sautter-Harlé war eine französische Automarke.

## Unternehmensgeschichte
Das Unternehmen Société Sautter, Harlé et Cie wurde 1825 in Paris als Maschinenbauunternehmen gegründet. 1907 begann die Produktion von Automobilen. Der Markenname lautete Sautter-Harlé. Eine andere Quelle gibt an, dass der Markenname zwischen 1910 und 1914 Harlé et Cie lautete. 1908 erfolgte eine Umbenennung in Harlé et Cie. 1912 endete die Produktion. Neben den Fahrzeugen hat sich Sautter-Harlé auf die Produktion von Suchscheinwerfern und Flugabwehrscheinwerfern spezialisiert. Der 120 R und der 150 S kamen im 1. Weltkrieg zum Einsatz.

## Fahrzeuge
Zunächst standen die Modelle 10/12 CV mit Zweizylindermotor und 16/20 CV mit Vierzylindermotor im Angebot. Der Motor war vorne im Fahrzeug montiert und trieb über eine Kardanwelle die Hinterachse an. Die Motorhaube ähnelte den Motorhauben von Renault, allerdings war der Kühler vor dem Motor montiert. 1911 folgten die Vierzylindermodelle 12 CV mit 1944 cm³ Hubraum und 18 CV mit 3053 cm³ Hubraum sowie der 24 CV mit einem Sechszylindermotor und 4580 cm³ Hubraum.
Außerdem wurden zwischen 1908 und 1913 Lastkraftwagen hergestellt.